# Arran (organización)
Arran (en castellano: a ras o a raíz) es una organización juvenil española de la  izquierda independentista catalana. Surgió del proceso de confluencia entre las organizaciones Maulets, CAJEI y agentes externos (como las asambleas de jóvenes independentistas de Tarrasa, Valencia o el colectivo de jóvenes de La Puebla, en Mallorca), que se inició el año 2008.

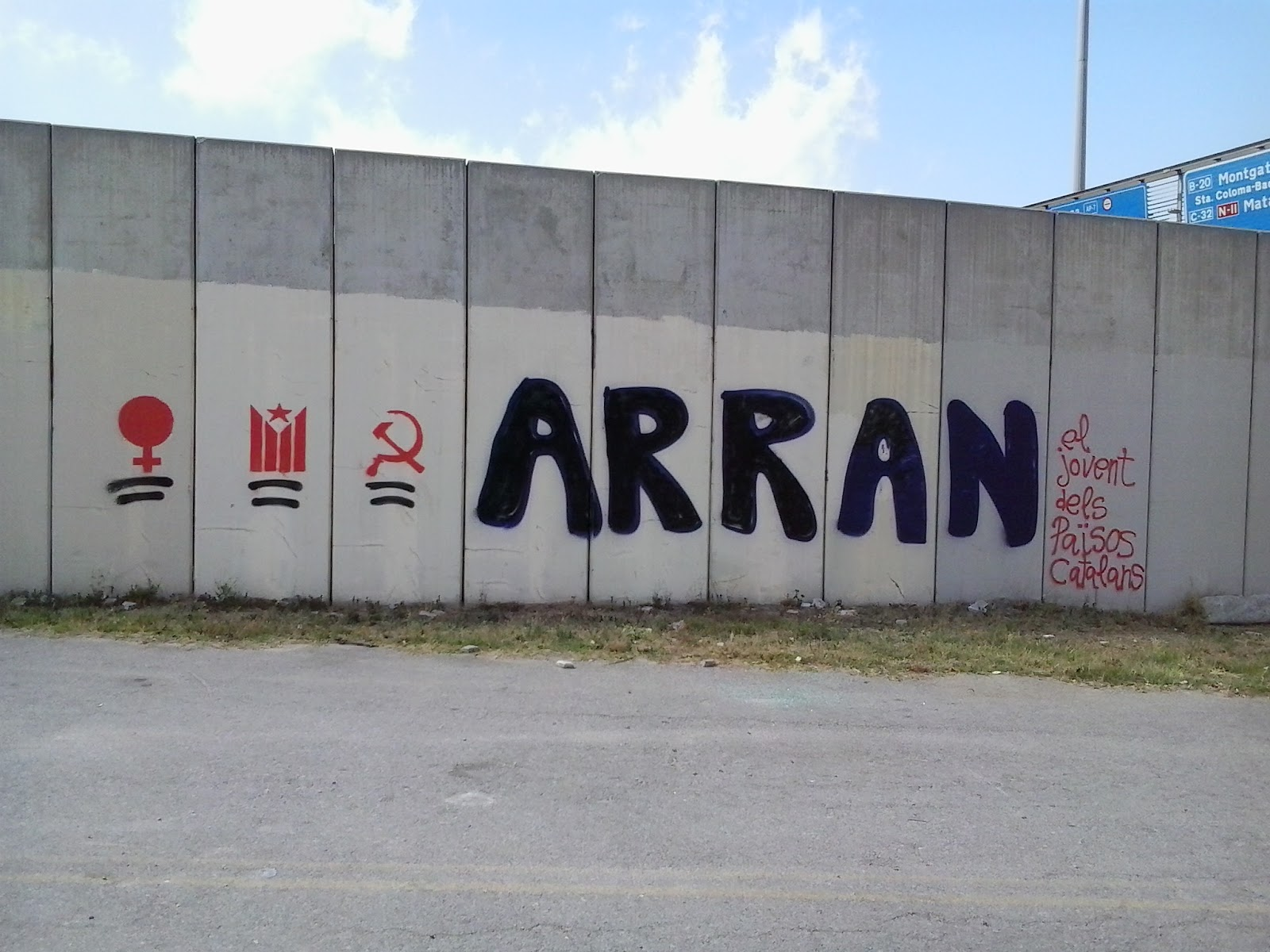
Mural de Arran en el barrio de Barón de Viver, en Barcelona.

Es considerado como un grupo vinculado a las CUP, de ideología radical, adscrito a la extrema izquierda, antisistema y anarquista. Entre sus actividades se incluyen ataques contra sedes de partidos políticos y entidades financieras.
Dispone de diversas asambleas locales o comarcales repartidas principalmente por Cataluña, pero también por la Comunidad Valenciana y Baleares.

## Historia
La organización se presentó en sociedad el 14 de julio de 2012 en Berga, en el marco del festival "Rebrot", que celebraba su undécima edición. En el momento de su creación Arran contaba, según la propia organización, con más de 600 militantes en sus filas, repartidos en casi 60 asambleas, en 36 comarcas de Cataluña, la Comunidad Valenciana y las islas Baleares. En octubre de 2013, Arran contaba ya con 72 núcleos y más de 700 militantes.
El colectivo Arran reivindicó durante 2012 y 2013 la autoría de una parte de los ataques que, en forma de pintadas, rotura de cristales, y lanzamientos de pintura, se han producido en distintos puntos de Cataluña y también en Baleares contra las sedes de los partidos contrarios a la secesión de Cataluña (PP, PSC y Cs) y contra CIU.
Asimismo, en diciembre de 2012 miembros de Arran decapitaron el Toro de Osborne situado en la localidad balear de Algaida y declarado patrimonio cultural.
Durante 2014 y 2015, debido a discrepancias internas, diversas asambleas de Arran se disolvieron de la organización, dando lugar a nuevas asambleas en sus respectivos municipios, aparentemente coordinadas bajo el lema "Jovent en Lluita". Estas asambleas, en muchos casos de municipios en los que anteriormente existía Maulets, serían cercanas, al parecer, a uno de los dos sectores de la Esquerra Independentista, el agrupado en torno a Poble Lliure.
En 2017 protagonizaron varios actos vandálicos contra servicios turísticos en Barcelona y Palma de Mallorca. Estas y otras acciones similares posteriores de Arran han sido calificadas de "turismofobia".
En 2018 participaron en actos violentos al boicotear un acto de homenaje a Miguel de Cervantes en la Universidad de Barcelona (UB).
El 17 de julio de 2022, se hace pública la escisión de una parte de la organización, conformándose en un nuevo órgano de difusión de carácter comunista llamada Horitzó Socialista como parte del denominado Movimiento Socialista.
La organización otorga anualmente el premio "Traidor del año" (en catalán Botifler de l'any).